# LanguageTool
LanguageTool — вільна і відкрита програма перевірки граматики та стилю, всі її можливості доступні для звантаження. Вебсайт LanguageTool поєднаний із пропрієтарним братерським проєктом LanguageTool Plus, що надає покращену функціональність перевірки для англійської та німецької, а також спрощує перевірку великих текстів, за парадигмою відкритого ядра.
LanguageTool був створений Данієлом Набером для його дипломної праці 2003 року (тоді написаний на Python). Підтримує 31 мову, кожну з яких розроблюють волонтери, переважно носіями цих мов. На основі шаблонів помилок створюють правила і потім їх перевіряють на наданому тексті.
Ядро програми є вільним і відкритим програмним засобом, що його можна завантажити для використання офлайн. Деякі мови використовують дані n-грам, що мають великий розмір і вимагають значних обчислювальних потужностей та швидкості В/В для додаткових можливостей. Тому LanguageTool також пропонують як вебслужбу, що опрацьовує дані n-грам на сервері. LanguageTool Plus також використовує n-грам, як частину своєї бізнесової моделі фриміум.
Вебслужбу LanguageTool можна використовувати через вебінтерфейс у браузері або через спеціалізовані додатки клієнт-сервер для Microsoft Office, LibreOffice, Apache OpenOffice, Vim, Emacs, Firefox, Thunderbird та Google Chrome. Вебклієнт також можна інтегрувати на вебсайтах.
LanguageTool перевіряє речення не на граматичну правильність, а на наявність типових помилок, тому легко вигадувати неграматичні речення, які LanguageTool все одно прийме. Виявлення помилок відбувається за допомогою різноманітних правил, заснованих на XML або написаних на Java. Правила на основі XML можна створити за допомогою онлайн-форми.
Останні розробки спираються на великі бібліотеки n-грам, які пропонують пропозиції щодо виправлення помилок за допомогою штучних нейронних мереж.